# Polo aquático nos Jogos Olímpicos de Verão de 2024 - Feminino
O torneio feminino de polo aquático nos Jogos Olímpicos de Verão de 2024 foi realizado entre 27 de julho e 10 de agosto de 2024, com as preliminares ocorrendo no Centro Aquático de Paris, em Saint-Denis, e a fase final no Paris La Défense Arena, em Nanterre, na França.

## Medalhistas
|  | ESP Espanha |  | AUS Austrália |  | NED Países Baixos |
|  | Laura Ester Isabel Piralkova Anna Espar Beatriz Ortiz Nona Pérez Paula Crespí Elena Ruiz Pili Peña Judith Forca Paula Camus Maica García Godoy Paula Leitón Martina Terré |  | Gabriella Palm Keesja Gofers Elle Armit Bronte Halligan Sienna Green Abby Andrews Charlize Andrews Sienna Hearn Zoe Arancini Alice Williams Matilda Kearns Danijela Jackovich Genevieve Longman |  | Laura Aarts Iris Wolves Brigitte Sleeking Sabrina van der Sloot Maartje Keuning Simone van de Kraats Bente Rogge Vivian Sevenich Kitty-Lynn Joustra Lieke Rogge Lola Moolhuijzen Nina ten Broek Sarah Buis |

## Calendário
| G | Fase de grupos | QF | Quartas de final | SF | Semifinais | B | Disputa pelo bronze | F | Final |

| DataEvento | Sáb 27 jul | Dom 28 jul | Seg 29 jul | Ter 30 jul | Qua 31 jul | Qui 1 ago | Sex 2 ago | Sáb 3 ago | Dom 4 ago | Seg 5 ago | Ter 6 ago | Qua 7 ago | Qui 8 ago | Sex 9 ago | Sáb 10 ago | Sáb 10 ago | Dom 11 ago | Dom 11 ago |
| ---------- | ---------- | ---------- | ---------- | ---------- | ---------- | --------- | --------- | --------- | --------- | --------- | --------- | --------- | --------- | --------- | ---------- | ---------- | ---------- | ---------- |
| Feminino   | G          |            | G          |            | G          |           | G         |           | G         |           | QF        |           | SF        |           | B          | F          |            |            |

## Qualificação
Foram colocadas em disputa nove vagas. Por ser país-sede, a França tinha uma vaga garantida, totalizando 10 equipes. Cada Comitê Olímpico Nacional (CON) poderia se qualificar para as competições com base no Campeonato Mundial de 2023 e 2024 e em eventos continentais disputados entre 2022 e 2024.
| Método                       | Data                                | Local         | Vagas | Classificado            |
| ---------------------------- | ----------------------------------- | ------------- | ----- | ----------------------- |
| País-sede                    | —                                   | —             | 1     | França                  |
| Campeonato Mundial de 2023   | 16–28 de julho de 2023              | Japão         | 2     | Países Baixos · Espanha |
| Torneio de Qualificação      | 11–12 de agosto de 2023             | Austrália     | 1     | Austrália               |
| Jogos Asiáticos de 2022      | 25 de setembro–1 de outubro de 2023 | China         | 1     | China                   |
| Jogos Pan-Americanos de 2023 | 30 de outubro–4 de novembro de 2023 | Chile         | 1     | Estados Unidos          |
| Campeonato Europeu de 2024   | 5–13 de janeiro de 2024             | Países Baixos | 1     | Grécia                  |
| Campeonato Mundial de 2024   | 4–16 de fevereiro de 2024           | Catar         | 2     | Hungria · Itália        |
| Indicado da África           | —                                   | —             | 1     | África do Sul           |
| Realocação                   | —                                   | —             | 1     | Canadá                  |
| Total                        |                                     |               | 10    |                         |

- Notas:

1. ↑  A África do Sul desistiu em participar do torneio e sua vaga foi ocupada pelo Canadá.[4]

## Formato
As dez equipes foram divididas em dois grupos para uma fase inicial. Cada uma joga contra todas as demais equipes do grupo, totalizando quatro partidas. As quatro primeiras colocadas de cada grupo avançam para a fase eliminatória, enquanto a quinta é eliminada. A fase eliminatória começa com as quartas de final e os vencedores avançam para as semifinais, enquanto os perdedores das quartas de final disputam a classificação do quinto ao oitavo lugar. Os dois vencedores das semifinais disputam a medalha de ouro, enquanto os dois perdedores disputam o bronze.

## Árbitros
Os seguintes árbitros foram selecionados para o torneio:
- AUS Nicholas Hodgers
- CAN Hélène Painchaud
- CHN Zhang Liang
- CRO Andrej Franulović
- EGY Yasser Mehalhel
- FRA Aurélie Blanchard
- FRA Sébastien Dervieux
- GER Frank Ohme
- GRE Natalia Markopoulou
- GRE Georgios Stavridis
- HUN Nóra Debreceni
- HUN Tamás Kovács
- ITA Rafaele Colombo
- ITA Alessia Ferrari
- JPN Chisato Kurosaki
- MNE Veselin Mišković
- NED Michiel Zwart
- ROU Adrian Alexandrescu
- SLO Boris Margeta
- SRB Vojin Putniković
- ESP Marta Cabañas
- ESP David Gómez
- USA Jennifer McCall
- USA Darren Spiritosanto

## Fase de grupos
A tabela de jogos e a composição dos grupos foi anunciada em 17 de fevereiro de 2024.
Todas as partidas seguem o fuso horário local (UTC+2).

### Grupo A
| Pos | Team          | J | V | VP | DP | D | GF | GA | GD  | Pts | Classificado     |
| --- | ------------- | - | - | -- | -- | - | -- | -- | --- | --- | ---------------- |
| 1   | Austrália     | 4 | 2 | 2  | 0  | 0 | 33 | 28 | +5  | 10  | Quartas de final |
| 2   | Países Baixos | 4 | 3 | 0  | 1  | 0 | 52 | 37 | +15 | 10  | Quartas de final |
| 3   | Hungria       | 4 | 2 | 0  | 1  | 1 | 46 | 37 | +9  | 7   | Quartas de final |
| 4   | Canadá        | 4 | 1 | 0  | 0  | 3 | 37 | 49 | −12 | 3   | Quartas de final |
| 5   | China         | 4 | 0 | 0  | 0  | 4 | 34 | 51 | −17 | 0   |                  |

1. 1 2  Países Baixos 14–15 Austrália

| 27 de julho de 2024 14:00 | Relatório | Países Baixos                              | 10–8 | Hungria | Centro Aquático, Paris Árbitros: ITA Alessia Ferrari FRA Sébastien Dervieux |
| 27 de julho de 2024 14:00 | Relatório | Pontuação por períodos: 4–2, 0–1, 4–5, 2–0 |      |         | Centro Aquático, Paris Árbitros: ITA Alessia Ferrari FRA Sébastien Dervieux |
| 27 de julho de 2024 14:00 | Relatório | B. Rogge 3                                 | Gols | Vályi 3 | Centro Aquático, Paris Árbitros: ITA Alessia Ferrari FRA Sébastien Dervieux |

| 27 de julho de 2024 20:05 | Relatório | Austrália                                  | 7–5  | China     | Centro Aquático, Paris Árbitros: USA Jennifer McCall FRA Aurélie Blanchard |
| 27 de julho de 2024 20:05 | Relatório | Pontuação por períodos: 3–2, 2–1, 0–0, 2–2 |      |           | Centro Aquático, Paris Árbitros: USA Jennifer McCall FRA Aurélie Blanchard |
| 27 de julho de 2024 20:05 | Relatório | Andrews 3                                  | Gols | Wang H. 2 | Centro Aquático, Paris Árbitros: USA Jennifer McCall FRA Aurélie Blanchard |

| 29 de julho de 2024 18:30 | Relatório | China                                      | 11–15 | Países Baixos            | Centro Aquático, Paris Árbitros: ITA Alessia Ferrari JPN Chisato Kurosaki |
| 29 de julho de 2024 18:30 | Relatório | Pontuação por períodos: 4–1, 4–4, 1–5, 2–5 |       |                          | Centro Aquático, Paris Árbitros: ITA Alessia Ferrari JPN Chisato Kurosaki |
| 29 de julho de 2024 18:30 | Relatório | Deng Z., Nong S., Zhang J. 2               | Gols  | Keuning, Van der Sloot 3 | Centro Aquático, Paris Árbitros: ITA Alessia Ferrari JPN Chisato Kurosaki |

| 29 de julho de 2024 20:05 | Relatório | Hungria                                    | 12–7 | Canadá                   | Centro Aquático, Paris Árbitros: GRE Natalia Markopoulou ESP Marta Cabañas |
| 29 de julho de 2024 20:05 | Relatório | Pontuação por períodos: 4–1, 3–3, 1–1, 4–2 |      |                          | Centro Aquático, Paris Árbitros: GRE Natalia Markopoulou ESP Marta Cabañas |
| 29 de julho de 2024 20:05 | Relatório | Gurisatti, Keszthelyi 3                    | Gols | McKelvey, Paul, Wright 2 | Centro Aquático, Paris Árbitros: GRE Natalia Markopoulou ESP Marta Cabañas |

| 31 de julho de 2024 14:00 | Relatório | Países Baixos                                       | 14–15 | Austrália         | Centro Aquático, Paris Árbitros: USA Jennifer McCall GRE Natalia Markopoulou |
| 31 de julho de 2024 14:00 | Relatório | Pontuação por períodos: 3–1, 1–2, 1–3, 2–1 PEN: 7–8 |       |                   | Centro Aquático, Paris Árbitros: USA Jennifer McCall GRE Natalia Markopoulou |
| 31 de julho de 2024 14:00 | Relatório | Van de Kraats, Van der Sloot 2                      | Gols  | Green, Williams 2 | Centro Aquático, Paris Árbitros: USA Jennifer McCall GRE Natalia Markopoulou |

| 31 de julho de 2024 15:35 | Relatório | Canadá                                     | 12–7 | China     | Centro Aquático, Paris Árbitros: SLO Boris Margeta GER Frank Ohme |
| 31 de julho de 2024 15:35 | Relatório | Pontuação por períodos: 4–0, 1–3, 4–1, 3–3 |      |           | Centro Aquático, Paris Árbitros: SLO Boris Margeta GER Frank Ohme |
| 31 de julho de 2024 15:35 | Relatório | Crevier, Browne, Lemay-Lavoie, Wright 2    | Gols | Deng Z. 3 | Centro Aquático, Paris Árbitros: SLO Boris Margeta GER Frank Ohme |

| 2 de agosto de 2024 14:00 | Relatório | Austrália                                  | 10–7 | Canadá   | Centro Aquático, Paris Árbitros: ITA Alessia Ferrari GRE Georgios Stavridis |
| 2 de agosto de 2024 14:00 | Relatório | Pontuação por períodos: 1–1, 3–1, 5–2, 1–3 |      |          | Centro Aquático, Paris Árbitros: ITA Alessia Ferrari GRE Georgios Stavridis |
| 2 de agosto de 2024 14:00 | Relatório | Halligan, Williams 3                       | Gols | Wright 3 | Centro Aquático, Paris Árbitros: ITA Alessia Ferrari GRE Georgios Stavridis |

| 2 de agosto de 2024 20:05 | Relatório | China                                      | 11–17 | Hungria      | Centro Aquático, Paris Árbitros: ESP Marta Cabañas FRA Aurélie Blanchard |
| 2 de agosto de 2024 20:05 | Relatório | Pontuação por períodos: 4–3, 3–5, 2–4, 2–5 |       |              | Centro Aquático, Paris Árbitros: ESP Marta Cabañas FRA Aurélie Blanchard |
| 2 de agosto de 2024 20:05 | Relatório | Deng Z., Lu Y. 3                           | Gols  | Keszthelyi 7 | Centro Aquático, Paris Árbitros: ESP Marta Cabañas FRA Aurélie Blanchard |

| 4 de agosto de 2024 14:00 | Relatório | Hungria                                             | 12–14 | Austrália  | Centro Aquático, Paris Árbitros: ESP Marta Cabañas ROU Adrian Alexandrescu |
| 4 de agosto de 2024 14:00 | Relatório | Pontuação por períodos: 1–1, 1–1, 2–3, 4–3 PEN: 3–5 |       |            | Centro Aquático, Paris Árbitros: ESP Marta Cabañas ROU Adrian Alexandrescu |
| 4 de agosto de 2024 14:00 | Relatório | Keszthelyi, Szilágyi 2                              | Gols  | Williams 4 | Centro Aquático, Paris Árbitros: ESP Marta Cabañas ROU Adrian Alexandrescu |

| 4 de agosto de 2024 18:30 | Relatório | Canadá                                     | 11–20 | Países Baixos | Centro Aquático, Paris Árbitros: USA Jennifer McCall FRA Aurélie Blanchard |
| 4 de agosto de 2024 18:30 | Relatório | Pontuação por períodos: 4–5, 2–6, 3–4, 2–5 |       |               | Centro Aquático, Paris Árbitros: USA Jennifer McCall FRA Aurélie Blanchard |
| 4 de agosto de 2024 18:30 | Relatório | Bakoc 3                                    | Gols  | L. Rogge 5    | Centro Aquático, Paris Árbitros: USA Jennifer McCall FRA Aurélie Blanchard |

### Grupo B
| Pos | Team           | J | V | VP | DP | D | GF | GA | GD  | Pts | Classificado     |
| --- | -------------- | - | - | -- | -- | - | -- | -- | --- | --- | ---------------- |
| 1   | Espanha        | 4 | 4 | 0  | 0  | 0 | 51 | 36 | +15 | 12  | Quartas de final |
| 2   | Estados Unidos | 4 | 3 | 0  | 0  | 1 | 53 | 27 | +26 | 9   | Quartas de final |
| 3   | Itália         | 4 | 1 | 0  | 0  | 3 | 34 | 40 | −6  | 3   | Quartas de final |
| 4   | Grécia         | 4 | 1 | 0  | 0  | 3 | 33 | 41 | −8  | 3   | Quartas de final |
| 5   | França         | 4 | 1 | 0  | 0  | 3 | 24 | 51 | −27 | 3   |                  |

1. 1 2 3  Itália 3 Pts, +3 SG; Grécia 3 Pts, +3 SG (GF: ITA 12, GRE 8); França 3 Pts, −6 SG.

| 27 de julho de 2024 15:35 | Relatório | Grécia                                                                      | 6–15 | Estados Unidos | Centro Aquático, Paris Árbitros: HUN Nóra Debreceni GER Frank Ohme |
| 27 de julho de 2024 15:35 | Relatório | Pontuação por períodos: 0–3, 2–6, 2–3, 2–3                                  |      |                | Centro Aquático, Paris Árbitros: HUN Nóra Debreceni GER Frank Ohme |
| 27 de julho de 2024 15:35 | Relatório | Eleftheriadou, Myriokefalitaki, Ninou, E. Plevritou, V. Plevritou, Xenaki 1 | Gols | Flynn 4        | Centro Aquático, Paris Árbitros: HUN Nóra Debreceni GER Frank Ohme |

| 27 de julho de 2024 18:00 | Relatório | Espanha                                    | 15–6 | França     | Centro Aquático, Paris Árbitros: CAN Hélène Painchaud CHN Zhang Liang |
| 27 de julho de 2024 18:00 | Relatório | Pontuação por períodos: 6–3, 3–1, 3–1, 3–1 |      |            | Centro Aquático, Paris Árbitros: CAN Hélène Painchaud CHN Zhang Liang |
| 27 de julho de 2024 18:00 | Relatório | Ruiz 4                                     | Gols | Dhalluin 3 | Centro Aquático, Paris Árbitros: CAN Hélène Painchaud CHN Zhang Liang |

| 29 de julho de 2024 14:00 | Relatório | França                                     | 9–8  | Itália     | Centro Aquático, Paris Árbitros: HUN Nóra Debreceni AUS Nicholas Hodgers |
| 29 de julho de 2024 14:00 | Relatório | Pontuação por períodos: 1–3, 3–3, 2–1, 3–1 |      |            | Centro Aquático, Paris Árbitros: HUN Nóra Debreceni AUS Nicholas Hodgers |
| 29 de julho de 2024 14:00 | Relatório | Dhalluin 3                                 | Gols | Bianconi 2 | Centro Aquático, Paris Árbitros: HUN Nóra Debreceni AUS Nicholas Hodgers |

| 29 de julho de 2024 15:35 | Relatório | Estados Unidos                             | 11–13 | Espanha | Centro Aquático, Paris Árbitros: ROU Adrian Alexandrescu CRO Andrej Franulović |
| 29 de julho de 2024 15:35 | Relatório | Pontuação por períodos: 3–2, 2–4, 4–5, 2–2 |       |         | Centro Aquático, Paris Árbitros: ROU Adrian Alexandrescu CRO Andrej Franulović |
| 29 de julho de 2024 15:35 | Relatório | Raney 2                                    | Gols  | Ortiz 5 | Centro Aquático, Paris Árbitros: ROU Adrian Alexandrescu CRO Andrej Franulović |

| 31 de julho de 2024 18:30 | Relatório | Itália                                     | 3–10 | Estados Unidos | Centro Aquático, Paris Árbitros: CAN Hélène Painchaud SRB Vojin Putniković |
| 31 de julho de 2024 18:30 | Relatório | Pontuação por períodos: 1–3, 1–3, 0–2, 1–2 |      |                | Centro Aquático, Paris Árbitros: CAN Hélène Painchaud SRB Vojin Putniković |
| 31 de julho de 2024 18:30 | Relatório | Marletta 2                                 | Gols | Musselman 3    | Centro Aquático, Paris Árbitros: CAN Hélène Painchaud SRB Vojin Putniković |

| 31 de julho de 2024 20:05 | Relatório | Espanha                                    | 10–8 | Grécia                        | Centro Aquático, Paris Árbitros: ROU Adrian Alexandrescu MNE Veselin Mišković |
| 31 de julho de 2024 20:05 | Relatório | Pontuação por períodos: 2–2, 3–3, 4–2, 1–1 |      |                               | Centro Aquático, Paris Árbitros: ROU Adrian Alexandrescu MNE Veselin Mišković |
| 31 de julho de 2024 20:05 | Relatório | Forca 4                                    | Gols | Eleftheriadou, V. Plevritou 2 | Centro Aquático, Paris Árbitros: ROU Adrian Alexandrescu MNE Veselin Mišković |

| 2 de agosto de 2024 15:35 | Relatório | Grécia                                     | 8–12 | Itália     | Centro Aquático, Paris Árbitros: CRO Andrej Franulović HUN Nóra Debreceni |
| 2 de agosto de 2024 15:35 | Relatório | Pontuação por períodos: 3–4, 0–2, 2–2, 3–4 |      |            | Centro Aquático, Paris Árbitros: CRO Andrej Franulović HUN Nóra Debreceni |
| 2 de agosto de 2024 15:35 | Relatório | Eleftheriadou, V. Plevritou 3              | Gols | Palmieri 4 | Centro Aquático, Paris Árbitros: CRO Andrej Franulović HUN Nóra Debreceni |

| 2 de agosto de 2024 18:30 | Relatório | Estados Unidos                             | 17–5 | França    | Centro Aquático, Paris Árbitros: MNE Veselin Mišković AUS Nicholas Hodgers |
| 2 de agosto de 2024 18:30 | Relatório | Pontuação por períodos: 3–1, 4–2, 6–2, 4–0 |      |           | Centro Aquático, Paris Árbitros: MNE Veselin Mišković AUS Nicholas Hodgers |
| 2 de agosto de 2024 18:30 | Relatório | Musselman 4                                | Gols | Hertzka 2 | Centro Aquático, Paris Árbitros: MNE Veselin Mišković AUS Nicholas Hodgers |

| 4 de agosto de 2024 15:35 | Relatório | Itália                                     | 11–13 | Espanha | Centro Aquático, Paris Árbitros: CRO Andrej Franulović GER Frank Ohme |
| 4 de agosto de 2024 15:35 | Relatório | Pontuação por períodos: 0–2, 4–3, 3–4, 4–4 |       |         | Centro Aquático, Paris Árbitros: CRO Andrej Franulović GER Frank Ohme |
| 4 de agosto de 2024 15:35 | Relatório | Marletta 3                                 | Gols  | Espar 3 | Centro Aquático, Paris Árbitros: CRO Andrej Franulović GER Frank Ohme |

| 4 de agosto de 2024 20:05 | Relatório | França                                     | 4–11 | Grécia                 | Centro Aquático, Paris Árbitros: SRB Vojin Putniković MNE Veselin Mišković |
| 4 de agosto de 2024 20:05 | Relatório | Pontuação por períodos: 1–2, 2–1, 1–3, 0–5 |      |                        | Centro Aquático, Paris Árbitros: SRB Vojin Putniković MNE Veselin Mišković |
| 4 de agosto de 2024 20:05 | Relatório | Vernoux 2                                  | Gols | V. Plevritou, Xenaki 3 | Centro Aquático, Paris Árbitros: SRB Vojin Putniković MNE Veselin Mišković |

## Fase final
|  | Quartas de final | Quartas de final |                  |               | Semifinal           | Semifinal           |  |  | Final        | Final |
|  |                  |                  |                  |               |                     |                     |  |  |              |       |
|  | 6 de agosto      |                  |                  |               |                     |                     |  |  |              |       |
|  |                  |                  |                  |               |                     |                     |  |  |              |       |
|  | Austrália        | 9                |                  |               |                     |                     |  |  |              |       |
|  | Austrália        | 9                | 8 de agosto      |               |                     |                     |  |  |              |       |
|  | Grécia           | 6                |                  |               |                     |                     |  |  |              |       |
|  | Grécia           | 6                | Austrália (pen.) | 8 (6)         |                     |                     |  |  |              |       |
|  | 6 de agosto      |                  | Austrália (pen.) | 8 (6)         |                     |                     |  |  |              |       |
|  |                  | Estados Unidos   | 8 (5)            |               |                     |                     |  |  |              |       |
|  | Hungria          | Estados Unidos   | 8 (5)            | 4             |                     |                     |  |  |              |       |
|  | Hungria          |                  | 10 de agosto     | 4             |                     |                     |  |  |              |       |
|  | Estados Unidos   | 5                |                  |               |                     |                     |  |  |              |       |
|  | Estados Unidos   | 5                | Austrália        | 9             |                     |                     |  |  |              |       |
|  | 6 de agosto      |                  | Austrália        | 9             |                     |                     |  |  |              |       |
|  |                  | Espanha          | 11               |               |                     |                     |  |  |              |       |
|  | Países Baixos    | Espanha          | 11               | 11            |                     |                     |  |  |              |       |
|  | Países Baixos    | 8 de agosto      |                  | 11            |                     |                     |  |  |              |       |
|  | Itália           | 8                |                  |               |                     |                     |  |  |              |       |
|  | Itália           | 8                | Países Baixos    | 14 (4)        | Disputa pelo bronze | Disputa pelo bronze |  |  |              |       |
|  | 6 de agosto      |                  | Países Baixos    | 14 (4)        | Disputa pelo bronze | Disputa pelo bronze |  |  |              |       |
|  |                  | Espanha (pen.)   | 14 (5)           |               |                     |                     |  |  |              |       |
|  | Canadá           | Espanha (pen.)   | 14 (5)           | 8             | Estados Unidos      | 10                  |  |  |              |       |
|  | Canadá           |                  |                  | 8             | Estados Unidos      | 10                  |  |  |              |       |
|  | Espanha          | 18               |                  | Países Baixos | 11                  |                     |  |  |              |       |
|  | Espanha          | 18               |                  |               | 11                  |                     |  |  |              |       |
|  |                  |                  |                  |               |                     |                     |  |  | 10 de agosto |       |
|  |                  |                  |                  |               |                     |                     |  |  |              |       |

|  | Classificação 5–8 | Classificação 5–8 |        |              | Disputa pelo 5º lugar | Disputa pelo 5º lugar |  |
|  |                   |                   |        |              |                       |                       |  |
|  | 8 de agosto       |                   |        |              |                       |                       |  |
|  | Grécia            | 9                 |        |              |                       |                       |  |
|  | Hungria           | 12                |        |              |                       |                       |  |
|  |                   |                   |        |              |                       |                       |  |
|  |                   |                   |        |              | 10 de agosto          |                       |  |
|  |                   |                   |        |              | Hungria (pen.)        | 11 (4)                |  |
|  |                   | Itália            | 11 (1) |              |                       |                       |  |
|  |                   |                   |        |              |                       |                       |  |
|  |                   |                   |        |              |                       |                       |  |
|  |                   |                   |        |              | Disputa pelo 7º lugar |                       |  |
|  | 8 de agosto       | 8 de agosto       |        | 10 de agosto | 10 de agosto          |                       |  |
|  | Itália            | 10                |        | Grécia       | 19                    |                       |  |
|  | Canadá            | 5                 |        |              | Canadá                | 10                    |  |

### Quartas de final
| 6 de agosto de 2024 14:00 | Relatório | Canadá                                     | 8–18 | Espanha | Paris La Défense Arena, Paris Árbitros: FRA Aurely Blanchard GRE Natalia Markopoulou |
| 6 de agosto de 2024 14:00 | Relatório | Pontuação por períodos: 1–6, 3–4, 0–3, 4–5 |      |         | Paris La Défense Arena, Paris Árbitros: FRA Aurely Blanchard GRE Natalia Markopoulou |
| 6 de agosto de 2024 14:00 | Relatório | Bakoc 5                                    | Gols | Ruiz 4  | Paris La Défense Arena, Paris Árbitros: FRA Aurely Blanchard GRE Natalia Markopoulou |

| 6 de agosto de 2024 15:35 | Relatório | Países Baixos                                 | 11–8 | Itália     | Paris La Défense Arena, Paris Árbitros: USA Jennifer McCall HUN Nóra Debreceni |
| 6 de agosto de 2024 15:35 | Relatório | Pontuação por períodos: 2–2, 3–2, 1–1, 5–3    |      |            | Paris La Défense Arena, Paris Árbitros: USA Jennifer McCall HUN Nóra Debreceni |
| 6 de agosto de 2024 15:35 | Relatório | L. Rogge, Sevenich, Sleeking, Van de Kraats 2 | Gols | Marletta 3 | Paris La Défense Arena, Paris Árbitros: USA Jennifer McCall HUN Nóra Debreceni |

| 6 de agosto de 2024 19:00 | Relatório | Austrália                                  | 9–6  | Grécia   | Paris La Défense Arena, Paris Árbitros: ITA Alessia Ferrari FRA Sébastien Dervieux |
| 6 de agosto de 2024 19:00 | Relatório | Pontuação por períodos: 1–0, 3–3, 2–1, 3–2 |      |          | Paris La Défense Arena, Paris Árbitros: ITA Alessia Ferrari FRA Sébastien Dervieux |
| 6 de agosto de 2024 19:00 | Relatório | Williams 5                                 | Gols | Xenaki 2 | Paris La Défense Arena, Paris Árbitros: ITA Alessia Ferrari FRA Sébastien Dervieux |

| 6 de agosto de 2024 20:35 | Relatório | Hungria                                    | 4–5  | Estados Unidos | Paris La Défense Arena, Paris Árbitros: SRB Vojin Putniković CHN Zhang Liang |
| 6 de agosto de 2024 20:35 | Relatório | Pontuação por períodos: 2–1, 0–2, 2–1, 0–1 |      |                | Paris La Défense Arena, Paris Árbitros: SRB Vojin Putniković CHN Zhang Liang |
| 6 de agosto de 2024 20:35 | Relatório | Faragó, Garda, Keszthelyi, Leimeter 1      | Gols | Steffens 2     | Paris La Défense Arena, Paris Árbitros: SRB Vojin Putniković CHN Zhang Liang |

### Classificação 5º–8º lugar
| 8 de agosto de 2024 13:00 | Relatório | Itália                                     | 10–5 | Canadá                                          | Paris La Défense Arena, Paris Árbitros: USA Jennifer McCall JPN Chisato Kurosaki |
| 8 de agosto de 2024 13:00 | Relatório | Pontuação por períodos: 1–1, 4–1, 1–3, 4–0 |      |                                                 | Paris La Défense Arena, Paris Árbitros: USA Jennifer McCall JPN Chisato Kurosaki |
| 8 de agosto de 2024 13:00 | Relatório | Bianconi, Marletta 2                       | Gols | Crevier, Lemay-Lavoie, McDowell, Paul, Wright 1 | Paris La Défense Arena, Paris Árbitros: USA Jennifer McCall JPN Chisato Kurosaki |

| 8 de agosto de 2024 18:00 | Relatório | Grécia                                     | 9–12 | Hungria      | Paris La Défense Arena, Paris Árbitros: ESP Marta Cabañas NED Michiel Zwart |
| 8 de agosto de 2024 18:00 | Relatório | Pontuação por períodos: 2–1, 2–3, 3–4, 2–4 |      |              | Paris La Défense Arena, Paris Árbitros: ESP Marta Cabañas NED Michiel Zwart |
| 8 de agosto de 2024 18:00 | Relatório | Eleftheriadou, Ninou, Xenaki 2             | Gols | Keszthelyi 4 | Paris La Défense Arena, Paris Árbitros: ESP Marta Cabañas NED Michiel Zwart |

### Semifinal
| 8 de agosto de 2024 14:35 | Relatório | Países Baixos                                       | 18–19 | Espanha | Paris La Défense Arena, Paris Árbitros: SLO Boris Margeta ITA Alessia Ferrari |
| 8 de agosto de 2024 14:35 | Relatório | Pontuação por períodos: 1–6, 4–4, 6–1, 3–3 PEN: 4–5 |       |         | Paris La Défense Arena, Paris Árbitros: SLO Boris Margeta ITA Alessia Ferrari |
| 8 de agosto de 2024 14:35 | Relatório | Van de Kraats 4                                     | Gols  | Forca 5 | Paris La Défense Arena, Paris Árbitros: SLO Boris Margeta ITA Alessia Ferrari |

| 8 de agosto de 2024 19:35 | Relatório | Austrália                                           | 14–13 | Estados Unidos     | Paris La Défense Arena, Paris Árbitros: GRE Georgios Stavridis HUN Tamás Kovács |
| 8 de agosto de 2024 19:35 | Relatório | Pontuação por períodos: 1–2, 1–3, 4–2, 2–1 PEN: 6–5 |       |                    | Paris La Défense Arena, Paris Árbitros: GRE Georgios Stavridis HUN Tamás Kovács |
| 8 de agosto de 2024 19:35 | Relatório | Andrews 4                                           | Gols  | Flynn, Musselman 2 | Paris La Défense Arena, Paris Árbitros: GRE Georgios Stavridis HUN Tamás Kovács |

### Disputa pelo sétimo lugar
| 10 de agosto de 2024 09:00 | Relatório | Grécia                                     | 19–10 | Canadá    | Paris La Défense Arena, Paris Árbitros: FRA Aurélie Blanchard USA Jennifer McCall |
| 10 de agosto de 2024 09:00 | Relatório | Pontuação por períodos: 2–2, 5–3, 5–2, 7–3 |       |           | Paris La Défense Arena, Paris Árbitros: FRA Aurélie Blanchard USA Jennifer McCall |
| 10 de agosto de 2024 09:00 | Relatório | Giannopoulou, Myriokefalitaki, Ninou 3     | Gols  | Crevier 3 | Paris La Défense Arena, Paris Árbitros: FRA Aurélie Blanchard USA Jennifer McCall |

### Disputa pelo quinto lugar
| 10 de agosto de 2024 14:00 | Relatório | Hungria                                             | 15–12 | Itália               | Paris La Défense Arena, Paris Árbitros: GRE Natalia Markopoulou CAN Hélène Painchaud |
| 10 de agosto de 2024 14:00 | Relatório | Pontuação por períodos: 3–3, 5–4, 0–2, 3–2 PEN: 4–1 |       |                      | Paris La Défense Arena, Paris Árbitros: GRE Natalia Markopoulou CAN Hélène Painchaud |
| 10 de agosto de 2024 14:00 | Relatório | Gurisatti 3                                         | Gols  | Bianconi, Marletta 3 | Paris La Défense Arena, Paris Árbitros: GRE Natalia Markopoulou CAN Hélène Painchaud |

### Disputa pelo bronze
| 10 de agosto de 2024 10:35 | Relatório | Estados Unidos                             | 10–11 | Países Baixos   | Paris La Défense Arena, Paris Árbitros: ESP Marta Cabañas ITA Rafaele Colombo |
| 10 de agosto de 2024 10:35 | Relatório | Pontuação por períodos: 3–2, 4–1, 2–3, 1–5 |       |                 | Paris La Défense Arena, Paris Árbitros: ESP Marta Cabañas ITA Rafaele Colombo |
| 10 de agosto de 2024 10:35 | Relatório | Flynn, Musselman, Neushul 2                | Gols  | Van der Sloot 6 | Paris La Défense Arena, Paris Árbitros: ESP Marta Cabañas ITA Rafaele Colombo |

### Final
| 10 de agosto de 2024 15:35 | Relatório | Austrália                                  | 9–11 | Espanha | Paris La Défense Arena, Paris Árbitros: HUN Nóra Debreceni CRO Andrej Franulović |
| 10 de agosto de 2024 15:35 | Relatório | Pontuação por períodos: 2–2, 0–1, 3–4, 4–4 |      |         | Paris La Défense Arena, Paris Árbitros: HUN Nóra Debreceni CRO Andrej Franulović |
| 10 de agosto de 2024 15:35 | Relatório | Williams 5                                 | Gols | Ortiz 4 | Paris La Défense Arena, Paris Árbitros: HUN Nóra Debreceni CRO Andrej Franulović |

## Classificação final
| Pos.              | Equipe         |
| ----------------- | -------------- |
| Medalha de ouro   | Espanha        |
| Medalha de prata  | Austrália      |
| Medalha de bronze | Países Baixos  |
| 4                 | Estados Unidos |
| 5                 | Hungria        |
| 6                 | Itália         |
| 7                 | Grécia         |
| 8                 | Canadá         |
| 9                 | França         |
| 10                | China          |